# Parisolabis setosa
Parisolabis setosa är en tvestjärtart som beskrevs av Hudson 1975. Parisolabis setosa ingår i släktet Parisolabis och familjen skevtångtvestjärtar. Inga underarter finns listade i Catalogue of Life.